# Nancyplax
Nancyplax is een geslacht van kreeftachtigen uit de klasse van de Malacostraca (hogere kreeftachtigen).

## Soort
- Nancyplax vossi Lemaitre, García-Gómez, von Sternberg & N. H. Campos, 2001